# Minihof-Liebau
Minihof-Liebau (Húngaro: Liba Esloveno:Suhi mlin) es una ciudad localizada en el Distrito de Jennersdorf, estado de Burgenland, Austria.